# Bildröhrenkartell
Der Begriff Bildröhrenkartell steht für verbotene Preis- und Gebietsabsprachen zwischen Bildröhrenherstellern. Gleichzeitig teilten die Unternehmen Produktionsmengen und Kunden auf.

## Hintergrund
Das Kartell wurde 2012 durch die EU-Kommission aufgedeckt und dadurch beendet. Es bestand zwischen 1996 und 2006. Im November 2007 fanden bei den Hersteller Razzien statt und 2009 wurde ein förmliches Kartellverfahren eröffnet. Mit einer Strafe von 1,47 Milliarden Euro handelt es sich um die bis dahin höchste Strafe, die in der EU gegen ein Wettbewerbskartell verhängt wurde. Bildröhren waren für ein Kartell geeignet, da sie etwa 50 bis 70 Prozent des Preises eines Bildschirmes ausmachten und der Markt sich auf einige wenige Hersteller beschränkte. Die Treffen des Kartells fanden meist während des Golfspieles statt. Es fanden gegenseitige Betriebsstättenbegehungen statt um zu überprüfen ob das illegale Kartell eingehalten wurde. Das Kartell stand auch im Verdacht die Einführung der LCD- und Plasmatechnologie ausgebremst zu haben. Deutsche TV-Hersteller waren nicht betroffen, da sie die Röhren nicht selbst herstellen.
| Reduziertes Bußgeld | Rabatt           | Unternehmen                                | Land                 |
| ------------------- | ---------------- | ------------------------------------------ | -------------------- |
| 391,94 Mio. €       | 30 % für Philips | Kooperation von Philips und LG Electronics | Niederlande/Südkorea |
| 313,36 Mio. €       | 30 %             | Philips                                    | Niederlande          |
| 295,60 Mio. €       | 0 %              | LG Electronics                             | Südkorea             |
| 157,48 Mio. €       | 0 %              | Panasonic Corporation                      | Japan                |
| 150,84 Mio. €       | 40 %             | Samsung SDI                                | Südkorea             |
| 86,74 Mio. €        | 0 %              | Panasonic, Toshiba und MTPD                | Japan                |
| 38,63 Mio. €        | 10 %             | Technicolor (Thomson)                      | Frankreich           |
| 28,05 Mio. €        | 0 %              | Toshiba                                    | Japan                |
| 7,89 Mio. €         | 0 %              | Panasonic und MTPD                         | Japan                |
| 0 €                 | 100%             | Chunghwa Telecom                           | Taiwan               |
| 1,47 Mrd. €         |                  | Gesamtbußgelder                            |                      |

Chunghwa wurde die Strafe in Höhe von knapp 17 Mrd. € als Kronzeuge erlassen. Samsung SDI, Philips und Technicolor erhalten Nachlässe auf ihre Strafe, da sie mit der Kommission kooperierten. Ursprünglich waren höhere Strafen geplant, auf die aus Rücksicht auf die Hersteller verzichtet wurde.
Es gab zwei Teilkartelle, je eines für Bildröhren in Fernsehgeräten (CPT-Kartell) und in Bildschirmen (CDT-Kartell). Die Unternehmen Chunghwa, LG Electronics, Philips und Samsung SDI waren an beiden Kartellen beteiligt. Panasonic, Toshiba, MTPD, mittlerweile ein Panasonictochter und Technicolor waren nur am Kartell für Fernsehbildröhren beteiligt.

## Klage vor dem EuGH
Das Gericht der Europäischen Union erließ in seinen Urteilen vom 9. September 2015 die Geldbuße für Toshiba komplett und senkte die Geldbuße die gesamtschuldnerisch mit MTPD und Panasonic verhängt wurde auf 82,83 Mio. Euro.